# Quarantena

Bandera per avisar a un port que un vaixell es troba en quarantena.

El terme quarantena deriva del nombre quaranta i fa referència a l'acció d'aïllar o apartar persones o animals durant un període, per evitar o limitar el risc que estenguin una determinada malaltia contagiosa. El terme prové de l'italià quaranta giorni que vol dir quaranta dies, i va ser importat per altres llengües no romàniques com l'anglès (quarantine), o l'alemany ("Quarantäne"). Es diferencia de l'aïllament sanitari, en què els que es confirmen estar infectats amb una malaltia transmissible s'aïllen de la població sana.
L'aïllament s'imposava als viatgers i a les mercaderies procedents de zones endèmiques de certes malalties o amb epidèmies conegudes. Les formes d'aïllament més antigues conegudes són les esmentades en el Pentateuc (Bíblia) de la que es van seguir els consells, especialment en el cas de la lepra. A partir dels segles xiii i xiv s'estén el seu ús com a mesura de control sanitari.
La quarantena és un dels primers mètodes de lluita contra les malalties infeccioses impedint el contacte entre els possibles afectats i els sans. D'aquesta manera el contagi no es produeix i les malalties desapareixien per elles mateixes. El lloc on es recollia a les persones sospitoses d'estar malaltes s'anomenava llatzeret, nom que sorgeix d'encreuar el nom de Llàtzer, l'amic malalt que Jesús va curar, amb la ciutat de Natzaret. També la malaltia que històricament va provocar aquest tipus d'actuacions va ser la lepra, la malaltia de Llàtzer.

## Obres literàries inspirades per la quarantena
L'any 1995 l'escriptor i Premi Nobel de Literatura (2008) J.M.G Le Clézio va publicar una novel·la amb el títol La Quarantaine (La quarantena), inspirada en un succés viscut pel seu avi matern, que es va veure obligat a sotmetre's a una quarantena dalt d'un vaixell a les Illes Maurici. La novel·la narra la història de dos germans, Léon i Jacques, que al tornar el 1891 a Maurici, la seva terra natal, a bord del vaixell Ava, es van veure obligats a viure amb tot el passatge, en quarantena, durant diversos mesos davant de l'illa Plat a causa d'un brot de verola a bord.